# Bógmacher
Bógmacher – pierwszy solowy album polskiego rapera Libera. Wydawnictwo ukazało się 1 marca 2004 roku nakładem wytwórni muzycznej UMC Records. Nagrania dotarły do 13 miejsca zestawienia OLiS. W ramach promocji, do pochodzących z płyty utworów: „Skarby”, „Gdzie indziej”, „Pomnik” i „Jedna z dróg” zostały zrealizowane teledyski.
Gościnnie w nagraniach wzięli udział m.in.: zespół 52 Dębiec, raperzy Doniu, Mezo, Owal/Emcedwa, Nullo i Kriss, a także były wokalista gothic metalowej formacji Aion – Mariusz „Marian” Krzyśka.

## Lista utworów
Opracowano na podstawie materiału źródłowego.
1. „Wejście” (prod. Doniu, scratche DJ Story) – 0:59
2. „Pomnik”  (prod. Reze, scratche DJ Story) – 3:38
3. „Jedna z dróg” (prod. Tabb, scratche DJ Story, gościnnie: Marian) – 4:00
4. „Puls” (prod. Tabb, gościnnie: Kris, 52 Dębiec, Born, Agata) – 4:51
5. „Skarby” (prod. DJ. Zel, scratche DJ Story, gościnnie Doniu) – 3:59
6. „Efektownie i skutecznie” (prod. Doniu, scratche DJ Story) – 3:16
7. „Dranie” (prod. Doniu, scratche DJ Story, gościnnie: Doniu) – 3:15
8. „Szukam luzu” (prod. DJ. Zel, gościnnie: GiM, Nullo (Trzeci Wymiar)) – 4:26
9. „Gdzie indziej” (prod. WDK, scratche DJ Story, gościnnie: Kinga Konieczna, Paulina Leśna) – 4:24
10. „Szum” (prod. Doniu, scratche DJ Story) – 3:35
11. „Bóg jest sędzią” (prod. Tabb, scratche DJ Story) – 4:33
12. „Oczy chcą” (prod. Doniu, Monique, gościnnie: Marian) – 3:10
13. „Kolejny szczyt” (prod. Doniu, scratche DJ Story, gościnnie: Mezo, Owal/Emcedwa) – 3:52
14. „Pomnik (remix)” (prod. Doniu, scratche DJ Story) – 3:04